# André-Michel Guerry
André-Michel Guerry (* 24. Dezember 1802 in Tours; † 9. April 1866) war ein französischer Jurist (Rechtsanwalt) und Amateurstatistiker.
Zusammen mit Adolphe Quételet gilt er als Begründer der Disziplin der Moralstatistik, die mit zur Begründung der Kriminologie als einer eigenständigen Wissenschaft beitrug. Er war Mitglied der Londoner Gesellschaft für Statistik.

## Weblink
- Michael Friendly, The life and works of André-Michel Guerry, revisited (PDF)

| Personendaten    | Personendaten                                              |
| ---------------- | ---------------------------------------------------------- |
| NAME             | Guerry, André-Michel                                       |
| KURZBESCHREIBUNG | französischer Jurist (Rechtsanwalt) und Amateurstatistiker |
| GEBURTSDATUM     | 24. Dezember 1802                                          |
| GEBURTSORT       | Tours                                                      |
| STERBEDATUM      | 9. April 1866                                              |